# أقاليم ما وراء البحار البريطانية
أقاليم ما وراء البحار البريطانية (وتعرف أيضًا باسم أقاليم المملكة المتحدة وراء البحار)، هي أربعة عشر إقليمًا لها صلة دستورية وتاريخية بالمملكة المتحدة. هذه الأقاليم هي آخر بقايا الإمبراطورية البريطانية السابقة ولا تشكل جزءًا من المملكة المتحدة نفسها. تتمتع الاقاليم المأهولة بالسكان بشكل دائم بالحكم الذاتي داخليًا مع احتفاظ المملكة المتحدة بمسؤولية الدفاع والعلاقات الخارجية. ثلاثة من الاقاليم مأهولة فقط من قبل مجموعة مؤقتة من الأفراد العسكريين أو العلماء. أدرجت لجنة الأمم المتحدة الخاصة المعنية بإنهاء الاستعمار جميع المناطق المتبقية باستثناء واحدة على أنها أقاليم غير متمتعة بالحكم الذاتي. الأقاليم الأربعة عشر تعتبر العاهل البريطاني رئيسًا لها (رأس الدولة).
اعتبارًا من أبريل 2018 تقع مسؤولية ثلاثة أقاليم (جزر فوكلاند وجبل طارق ومناطق القاعدة السيادية في أكروتيري وديكيليا في جزيرة قبرص) على عاتق وزير الدولة لأوروبا والأمريكتين؛ أما الوزير المسؤول عن المناطق المتبقية هو الوكيل البرلماني لوزارة الخارجية لأقاليم ما وراء البحار والتنمية المستدامة. اعتبارًا من عام 2022 تعد جزر كايمان أكثر أقاليم ما وراء البحار البريطانية اكتظاظًا بالسكان إذ يبلغ عدد سكانها 78,554 نسمة.

## قانون ويستمنستر
تدعى رسميا «الأقاليم البريطانية فيما وراء البحار» والتي نص عليه قانون سنة 2002 واستبدال اسم إقليم تابع لبريطانيا استنادا على قانون الجنسية البريطانية المنظمة سنة 1981 من القرن الماضي.

## أسماء الجزر والمناطق

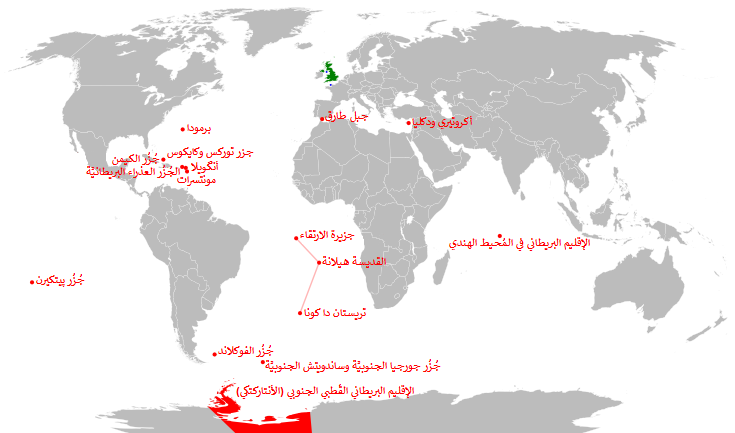
تموضعها في الخريطة العالمية

هذه الأقاليم كالتالي: أنغويلا، برمودا، المقاطعة البريطانية بالقارة القطبية الجنوبية، وإقليم المحيط الهندي البريطاني، والجزر العذراء البريطانية، وجزر كايمان وجزر فوكلاند، جبل طارق، ومونتسرات، وسانت هيلينا.و التبعيات لـ سانت هيلينا كل من (جزيرة أسينشين وتريستان دا كونا)، وجزر تركس وكايكوس، وجزر بيتكيرن وجورجيا الجنوبية وجزر ساندويتش الجنوبية، وقاعدتين في الأراضي القبرصية وهي أكروتيري وديكيليا. للإشارة فإن القارة القطبية الجنوبية بما في ذلك بريطانيا غير معترف بسيادة أي دولة على هذه المنطقة. تقدر مساحة جميع هذه الأقاليم حوالي 667018 ميلا مربعا أي (1728000 كيلومتر)، ويبلغ عدد سكانها حوالي 260،000 نسمة.

## مناطق ما وراء البحار الحالية
الأقاليم البريطانية أربعة عشر هي:
| علم | شعار | اسم                                          | موقع                                         | شعار البلد                                                                      | مساحة                           | عدد السكان                                                                                        | عاصمة                                                                   |
| --- | ---- | -------------------------------------------- | -------------------------------------------- | ------------------------------------------------------------------------------- | ------------------------------- | ------------------------------------------------------------------------------------------------- | ----------------------------------------------------------------------- |
|     |      | أكروتيري ودكليا                              | البحر الأبيض المتوسط (قبرص)                  |                                                                                 | 255 كـم2 (98 ميل2)              | 14,000                                                                                            | إبيسكوبي كانتونمنت                                                      |
|     |      | أنغويلا                                      | الكاريبي وشمال المحيط الأطلسي                | Strength and Endurance                                                          | 91 كـم2 (35.1 ميل2)             | 13,500                                                                                            | ذا فالي                                                                 |
|     |      | برمودا                                       | شمال المحيط الأطلسي                          | Quo fata ferunt (لغة لاتينية: "Whither the Fates carry [us]")                   | 54 كـم2 (20.8 ميل2)             | 64,000 (2007 تقدير)                                                                               | هاميلتون، جزر برمودا                                                    |
|     |      | المقاطعة البريطانية بالقارة القطبية الجنوبية | القارة القطبية الجنوبية                      | Research and discovery                                                          | 1,709,400 كـم2 (660,000 ميل2)   | 50 in winter; over 400 in summer                                                                  | Rothera (main base)                                                     |
|     |      | إقليم المحيط الهندي البريطاني                | Indian Ocean                                 | In tutela nostra Limuria (لغة لاتينية: "ليموريا is in our charge")              | 46 كـم2 (18 ميل2)               | About 3,000 UK and US military and staff.                                                         | دييغو غارسيا (base)                                                     |
|     |      | الجزر العذراء البريطانية                     | الكاريبي and North Atlantic Ocean            | Vigilate (لغة لاتينية: "Be watchful")                                           | 153 كـم2 (59 ميل2)              | 27,000 (2005 تقدير)                                                                               | رود تاون                                                                |
|     |      | جزر كايمان                                   | الكاريبي and North Atlantic Ocean            | He hath founded it upon the seas                                                | 264 كـم2 (101.9 ميل2)           | 54,878                                                                                            | جورج تاون، جزر كايمان                                                   |
|     |      | جزر فوكلاند                                  | South Atlantic Ocean                         | Desire the right                                                                | 12,173 كـم2 (4,700 ميل2)        | 2,955 (2006 census)                                                                               | ستانلي (جزر فوكلاند)                                                    |
|     |      | جبل طارق                                     | شبه الجزيرة الإيبيرية (أوروبا القارية)       | Nulli expugnabilis hosti (لغة لاتينية: "No enemy shall expel us")               | 6.5 كـم2 (2.5 ميل2)             | 28,800 (2005)                                                                                     | جبل طارق                                                                |
|     |      | مونتسرات                                     | الكاريبي and North Atlantic Ocean            | A people of excellence, moulded by nature, nurtured by God                      | 101 كـم2 (39 ميل2)              | 4,655 (2006 تقدير)                                                                                | بليموث (مونتسيرات) (abandoned due to volcano—de facto capital is برادس) |
|     |      | جزر بيتكيرن                                  | Pacific Ocean                                |                                                                                 | 45 كـم2 (17 ميل2) (all islands) | 48 (2012)                                                                                         | آدمزتاون (جزر بيتكيرن)                                                  |
|     |      | سانت هيلينا وأسينشين وتريستان دا كونا        | South Atlantic Ocean                         | Loyal and Unshakeable Our faith is our strength                                 | 420 كـم2 (162 ميل2)             | 5,530 Total 4,255 (Saint Helena only; 2008 census) 1,275 (Ascension and Tristan da Cunha; تقديرs) | جيمس تاون (هيلينا)                                                      |
|     |      | جورجيا الجنوبية وجزر ساندويتش الجنوبية       | South Atlantic Ocean                         | Leo terram propriam protegat (لغة لاتينية: "Let the lion protect his own land") | 4,066 كـم2 (1,570 ميل2)         | 99 (none permanent)                                                                               | نقطة الملك إدوارد                                                       |
|     |      | جزر توركس وكايكوس                            | Lucayan Archipelago and North Atlantic Ocean | "Beautiful by nature, clean by choice"                                          | 430 كـم2 (166 ميل2)             | 32,000 (2006 census تقدير)                                                                        | كوكبرن تاون                                                             |

## مناطق أخرى
جزر القنال وهي جيرزي وجيرنزي، وجزيرة مان، وتخضع أيضاً تحت سيادة التاج البريطاني، ولها علاقة مختلفة دستوريا مع المملكة المتحدة، وصححه التابعة للتاج. وكلها جزء من الكومنولث وهي رابطة طوعية من البلدان ذات العلاقات التاريخية مع الإمبراطورية البريطانية.